# Droga krajowa nr 176 (Kostaryka)
Droga krajowa nr 176 (hiszp. Ruta Nacional Secundaria 176/Ruta 176) – jedna z dróg krajowych w Kostaryce. Znajduje się ona w prowincji San José.

## Opis
W prowincji San José droga krajowa nr 176 przebiega przez kanton San José (przez dystrykty Hospital, Mata Redonda i Hatillo).